# Catocala eutychea
Catocala eutychea ist ein Schmetterling (Nachtfalter) aus der Familie der Eulenfalter (Noctuidae).

## Merkmale

### Falter
Die Falter erreichen eine Flügelspannweite von 38 bis 46 Millimetern. Damit zählen sie zu den kleineren Arten innerhalb der Gattung der Ordensbänder (Catocala). Die Farbe der Vorderflügel ist blass hellbraun oder graubraun und geht zuweilen in oliv farbige Tönungen über. Sowohl innere als auch äußere Querlinie heben sich markant hervor. Typisch ist eine nach innen gerichtete Spitze am unteren Ende der äußeren Querlinie. Die Nierenmakel zeigt die Form der Zahl 8, während die Ringmakel kaum wahrnehmbar ist. Die Hinterflügel sind matt gelb getönt und haben eine braune Saumbinde sowie eine schmale braune Mittelbinde. Diese Mittelbinde zeigt kurz vor dem Innenrand einen deutlichen Knick.

### Ähnliche Arten
Eine große Ähnlichkeit besteht zu Catocala mariana. Die Vorderflügelzeichnung dieser Art unterscheidet sich durch die verkürzte Spitze der äußeren Querlinie nahe dem Innenrand. Außerdem ist das dunkle Mittelband der Hinterflügel gleichmäßiger gerundet und weniger abgeknickt. Da diese Art auf der Iberischen Halbinsel vorkommt, gibt es keine geographische Überlappung zu eutychea.

## Geographische Verbreitung und Lebensraum
Die Art ist in Albanien, Bulgarien, Griechenland sowie in der Türkei und in mehreren Ländern der Levante zu finden. Catocala eutychea lebt überwiegend in immergrünen Eichenwäldern der Berg- und Hügellandzonen. 

## Lebensweise
Flugzeit der Falter sind die Monate Mai bis August. Nachts fliegen sie künstliche Lichtquellen sowie Köder an. Die Raupen ernähren sich bevorzugt von den Blättern der immergrünen Kermes-Eiche (Quercus coccifera). Sie entwickeln sich zwischen März und Mai.